# 1755
Évszázadok: 17. század – 18. század – 19. század
Évtizedek: 1700-as évek – 1710-es évek – 1720-as évek – 1730-as évek – 1740-es évek – 1750-es évek – 1760-as évek – 1770-es évek – 1780-as évek – 1790-es évek – 1800-as évek
Évek: 1750 – 1751 – 1752 – 1753 –  1754 – 1755 – 1756 – 1757 – 1758 – 1759 – 1760

## Események

### Határozott dátumú események
- január 23. (Julián naptár szerint január 12.) – Erzsébet cárnő megalapítja a Moszkvai Egyetemet.[1]
- április 15. – Megjelenik Samuel Johnson A Dictionary of the English Language(wd) című munkája.[2]
- november 1. – Egy földrengés majdnem teljesen elpusztítja Lisszabont.[3]

### Határozatlan dátumú események
- Erdélyben Pestisjárvány dúl, ami csak 1757 elején szűnik meg.[4]

## Születések
- január 1. – Festetics György, gróf, a keszthelyi Georgikon alapítója († 1819)
- január 19. – Nagyváthy János, az első magyar nyelvű rendszeres mezőgazdasági munka szerzője († 1819)
- január 22. – Carl Ernst Christoph Hess német rézmetsző († 1828)
- február 16. – Friedrich Wilhelm von Bülow, porosz tábornok, a napóleoni háborúkban Blücher tábornagy hadtestparancsnoka († 1816)
- április 1. – Jean Anthelme Brillat-Savarin, francia gasztronómus, jogász, politikus († 1826)
- április 10. – Samuel Christian Friedrich Hahnemann, német orvos, a homeopátia megalapítója († 1843)
- június 30. – Paul Barras francia politikus, a Direktórium tagja († 1829)
- július 22. – Martinovics Ignác, a magyar jakobinusok vezetője († 1795)
- október 25. – François Joseph Lefebvre, Danzig hercege, francia marsall († 1820)
- november 2. – Marie Antoinette, osztrák főhercegnő, francia királyné, XVI. Lajos király felesége († 1793)
- november 17. – XVIII. Lajos, francia király († 1824)
- december 22. – Georges Couthon, a jakobinus diktatúra egyik vezetője († 1794)

## Halálozások
- február 10. – Montesquieu, francia filozófus, író (* 1689)
- augusztus 13. – Francesco Durante, olasz zeneszerző (* 1684)
- november 12. – Czakó Ferenc, magyar gimnáziumi igazgató, tanár, író (* 1723)
- november 30. – Johann Elias Bach, német zeneszerző (* 1705)